# Christian Traoré
Christian Traoré, född 18 april 1982 i Köpenhamn, är en dansk före detta fotbollsspelare. Traoré kunden spela på flera positioner, som högerback, mittback eller defensiv innermittfältare. 
Traoré fick smeknamnet "Traktorn" på Söderstadions ståplatsläktare.

## Karriär
Traoré började spela fotboll i Kjøbenhavns Boldklub (KB) innan han kom till FC Köpenhamn. Säsongen 2000 blev han uppflyttad till FC Köpenhamns A-lag. Under hösten 2002 blev han utlåndad till Hammarby under ett halvår och spelade omväxlande som innermittfältare och mittback. Han återvände sedan till FC Köpenhamn för att två år sedan flytta vidare till FC Midtjylland i den danska ligan. 
I januari 2007 värvades han till Hammarby igen i samband med att Max von Schlebrügge lämnade klubben. Efter tre säsonger i klubben och totalt 73 allsvenska matcher och två mål blev Christian Traoré till säsongen 2010 utlånad till norska Hønefoss BK. 
Redan efter ett halvår återkom han till Hammarby för spel i Superettan, där det blev 11 matcher från start under höstsäsongen. 
Traoré var även med och spelade final i Svenska cupen i fotboll den 13 november 2010, där Hammarby tog silver efter att ha förlorat med 1–0 mot Helsingborgs IF. 
Han har också gjort 14 U21-landskamper för Danmark. 